# 체계 이론
체계 이론(體系理論, 영어: Systems theory)은 체계(system)에 대한 학제간 연구다. 체계란 서로 의존작용을 하는 부분 단위들이 통일적으로 구성되어 이루어져 있는 실체(實體)라고 말할 수 있다. 하나의 체계 속의 각 부분들은 외부환경과의 경계 안에서 존재하며 서로 영향을 주고 받으며 연결되어 있다. 체계 이론은 1930년대에 시작된 과학 발전으로 본격적으로 태동했다. 생물학의 발전은 생명이 유기체의 물리적 및 화학적 과정으로 환원되지 않고 개별 현상에서 체계로 패러다임의 전환을 낳았다. 루드비히 폰 버틀란피, 움베르또 마뚜라나, 프란시스코 바렐라와 같은 생물학자가 대표적이다. 독일의 사회학자인 니클라스 루만은 움베르토 마투라나와 프란시스코 바렐라가 창안한 자기생산(Autopoiesis)개념을 자신의 이론에 접목하여 사회체계이론을 만들었다.  

## 주요 개념
- 체계 : 요소들의 집합과 요소들의 상호 관계들의 전체
- 사이버네틱스
- 자기조직화
- 자기생산

## 같이 보기
- 혼돈 이론
- 창발
- 프랙탈
- 환원 불가능한 복잡성
- 패턴 언어
- 재귀 (컴퓨터 과학)
- 환원주의
- 다중화 (시스템)
- 시스템 식별
- 시스템 과학
- 테크톨로지
- 세계체제론
- 종속 이론